# Luffa graveolens
Luffa graveolens är en gurkväxtart som beskrevs av William Roxburgh. Luffa graveolens ingår i släktet Luffa och familjen gurkväxter. Inga underarter finns listade i Catalogue of Life.